# Philippe Durpes
Philippe Durpes, né le 6 mars 1974 à Capesterre, est un footballeur français. Il est défenseur à Romorantin.
International guadeloupéen, il participe à la Gold Cup 2007 avec cette équipe.

## Carrière
- Saint Denis
- 1992-1997 : RC Lens
- 1999-2000 : Cercle Bruges
- 2000-2003 : Amiens SC
- 2003-2012 : SO Romorantin

## Statistiques
- 5 matches en Division 1
- 10 matchs et 1 but en Division 2
- 176 matchs et 5 buts en National
- Premier match en D1 : le 12 décembre 1992, Lens - Lyon (0-3).
- Belgique (cercle de Bruges) 60 matchs et 4 buts en Division 2

## Palmarès
- Finaliste de la coupe de France en 1998 RC Lens
- Finaliste de la coupe de France en 2001 Amiens SC
- Monte de national en ligue 2 avec Amiens SC en 2001
- Vainqueur de la Coupe Gambardella en 1992 avec Lens
- Finaliste de la Coupe Gambardella en 1993 avec lens
- Champion de France de ligue 1 en 1998 RC Lens
- demi finaliste de la Gold Cup 2007 avec le Gwada Boys